# Synodus lacertinus
Anoli chilien
Espèce
Statut de conservation UICN

 LC 24 mai 2007 : Préoccupation mineure
Synodus lacertinus, l’Anoli chilien, est une espèce de poissons de la famille des Synodontidae.

## Systématique
L'espèce Synodus lacertinus a été décrite pour la première fois en 1890 par Charles Henry Gilbert (1859-1928),.

## Distribution
Cette espèce se croise au large des côtes de l'Amérique, du nord du Mexique au Chili à des profondeurs variant de 1 à 156 m.

## Description
Synodus lacertinus peut mesurer jusqu'à 20 cm, mais dont la taille moyenne se situe plutôt autour de 15 cm.
Sa mâchoire supérieure est plus longue que sa mâchoire inférieure, les deux étant équipées de petites dents.
Synodus lacertinus a le dos sombre et le ventre argenté. Son corps est cerclé d'anneaux bruns sombres dont le nombre varie de quatre à six.

## Étymologie
Son épithète spécifique, lacertinus, fait référence à la forme de lézard du poisson, qui a également donné son nom à la famille des Synodontidae.

## Comportement

### Parasites
Les spécimens adultes sont victimes d'ectoparasites, comme les copépodes de la famille des Lernanthropidae.

## Publication originale
- Albert Günther, Report on the shore fishes procured during the voyage of H.M.S. Challenger in the Years 1873-1876. By Albert Günhter, M.A., M.D., Ph.D., F.R.S., Keeper of the Departement of Zoology in the British Museum (publication scientifique).